# Пирга (окръг Фамагуста)
Пирга̀ (на гръцки: Πυργά; на турски: Pirhan) е село в Кипър, окръг Фамагуста. Според статистическата служба на Северен Кипър през 2011 г. селото има 56 жители.
Де факто е под контрола на непризнатата Севернокипърска турска република.